# 빌리 모건 (스노보드 선수)
빌리 마크 모건(영어: Billy Mark Morgan, 1989년 4월 2일~)은 영국의 스노보드 선수로 주 종목은 빅에어와 슬로프스타일이다.  올림픽에 2회 참가했으며 2018년 동계 올림픽 남자 스노보드 빅에어 부문에서 동메달을 획득했다.